# Marija Šuročkina
Marija Vladimirovna Šuročkina (in russo Мария Владимировна Шурочкина?; Mosca, 30 giugno 1995) è una sincronetta russa medaglia d'oro nella gara a squadre alle Olimpiadi di Rio de Janeiro 2016 e di Tokyo 2020 e undici volte campionessa iridata.

## Biografia
È la sorella minore della cantante Njuša.
Due volte campionessa d'Europa juniores nel 2010, tre anni dopo ha fatto il suo debutto con la squadra della Russia vincendo due medaglie d'oro alle Universiadi di Kazan' 2013.
Ai Giochi olimpici di Rio de Janeiro 2016 è divenuta campionessa olimpica nella gara a squadre. 
Ha rappresentato ROC ai Giochi olimpici di Tokyo 2020, dove ha vinto la medaglia d'oro nella gara a squadre.

## Palmarès

### Per ROC
- Giochi olimpici

Tokyo 2020: oro nella gara a squadre.

### Per la Russia
- Giochi olimpici

Rio de Janeiro 2016: oro nella gara a squadre.
- Mondiali

Barcellona 2013: oro nella gara a squadre (programma tecnico e libero) e nel libero combinato.
Kazan 2015: oro nella gara a squadre (programma tecnico e libero) e nel libero combinato.
Budapest 2017: oro nella gara a squadre (programma tecnico e libero).
Gwangju 2019: oro nella gara a squadre (programma tecnico e libero) e nel libero combinato.
- Europei

Berlino 2014: oro nella gara a squadre.
Londra 2016: oro nella gara a squadre (programma tecnico) e nel libero combinato.
Glasgow 2018: oro nella gara a squadre (programma tecnico e libero).
- Universiadi

Kazan' 2013: oro nella gara a squadre e nel libero combinato.